# Campeonato Europeo de Patinaje de Velocidad sobre Hielo de 2002
El XCVI Campeonato Europeo de Patinaje de Velocidad sobre Hielo se celebró en Erfurt (Alemania) del 4 al 6 de enero de 2002 bajo la organización de la Unión Internacional de Patinaje sobre Hielo (ISU) y la Federación Alemana de Patinaje sobre Hielo.
Las competiciones se realizaron en el Estadio Gunda Niemann-Stiernemann de la ciudad alemana.

## Resultados

### Masculino
| Evento                      | Oro                                             | Plata                                        | Bronce                                   |
| --------------------------- | ----------------------------------------------- | -------------------------------------------- | ---------------------------------------- |
| 500 m (04.01)               | Petter Andersen · Noruega · 36,63 s             | Christian Breuer · Alemania · 36,73 s        | André Vreugdenhil · Bélgica · 37,15 s    |
| 1500 m (05.01)              | Petter Andersen · Noruega · 1:49,73             | Dmitri Shepel · Rusia · 1:51,06              | Vesa Rosendahl · Finlandia · 1:51,50     |
| 5000 m (04.01)              | Carl Verheijen · Países Bajos · 6:37,54         | Jochem Uytdehaage · Países Bajos · 6:37,63   | Bart Veldkamp · Bélgica · 6:40,12        |
| 10 000 m (06.01)            | Frank Dittrich · Alemania · 13:33,61            | Pawel Zygmunt · Polonia · 13:40,77           | Carl Verheijen · Países Bajos · 13:40,85 |
| Clasificación total (06.01) | Jochem Uytdehaage · Países Bajos · 155,466 pts. | Carl Verheijen · Países Bajos · 156,532 pts. | Dmitri Shepel · Rusia · 156,768 pts.     |

### Femenino
| Evento                      | Oro                                       | Plata                                       | Bronce                                          |
| --------------------------- | ----------------------------------------- | ------------------------------------------- | ----------------------------------------------- |
| 500 m (04.01)               | Anni Friesinger · Alemania · 39,67 s      | Claudia Pechstein · Alemania · 40,16 s      | Tonny de Jong · Países Bajos · 40,17 s          |
| 1500 m (05.01)              | Anni Friesisnger · Alemania · 1:58,73     | Claudia Pechstein · Alemania · 2:00,78      | Varvara Barysheva · Rusia · 2:00,87             |
| 3000 m (05.01)              | Anni Friesinger · Alemania · 4:12,33      | Renate Groenewold · Países Bajos · 4:13,27  | Claudia Pechstein · Alemania · 4:13,58          |
| 5000 m (06.01)              | Claudia Pechstein · Alemania · 7:09,04    | Anni Friesinger · Alemania · 7:09,19        | Renate Groenewold · Países Bajos · 7:13,85      |
| Clasificación total (06.01) | Anni Friesinger · Alemania · 164,220 pts. | Claudia Pechstein · Alemania · 165,587 pts. | Renate Groenewold · Países Bajos · 166,729 pts. |

## Medallero
- Solo se otorgan medallas en la clasificación general.

| Núm. | País         | Oro | Plata | Bronce | Total |
| ---- | ------------ | --- | ----- | ------ | ----- |
| 1    | Países Bajos | 1   | 1     | 1      | 3     |
| 2    | Alemania     | 1   | 1     | 0      | 2     |
| 3    | Rusia        | 0   | 0     | 1      | 1     |
|      | TOTAL        | 2   | 2     | 2      | 6     |